# Arthur Harnden
Arthur Harold Harnden, detto Art (Yoakum, 20 maggio 1924 – 30 settembre 2016), è stato un velocista statunitense, specializzato nei 400 metri piani.

## Palmarès
Giochi olimpici
- 1 medaglia:
  - 1 oro (staffetta 4×400 metri a Londra 1948).